# Pingyunnan-Stele des Yuan Shizu

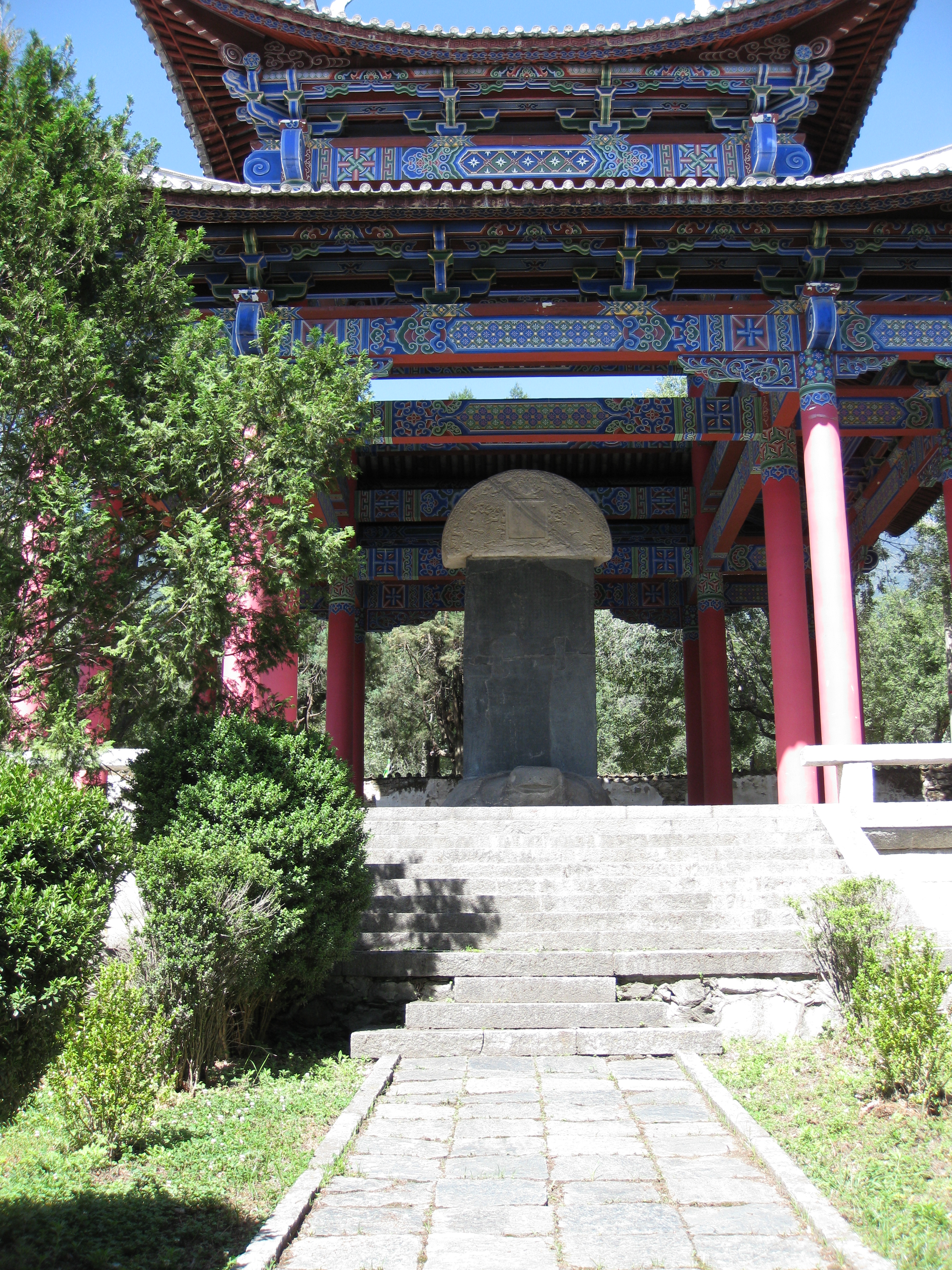
Kublai Khans Steintafel

Die Pingyunnan-Stele des Yuan Shizu (Kublai Khan) (chinesisch 元世祖平云南碑, Pinyin Yuán Shìzǔ Píngyúnnán bēi) ist eine Stele aus der Zeit der Mongolen-Dynastie in der Stadt Dali im Cangshan-Gebirge in der südwestchinesischen Provinz Yunnan.
Sie wurde 1307 unter Yuan Chengzong errichtet, ist 4,44 m hoch und 1,65 m breit. Sie besteht aus zwei großen Granitblöcken, die auf dem Rücken einer steinernen Schildkröte stehen, daher heißt sie auch Schildkröten-Stele. Sie berichtet über die Eroberung Yunnans durch den Kaiser der Mongolen-Dynastie Kublai Khan (Yuan Shizu).
Die Inschrift besteht aus 1300 Zeichen, wovon noch etwa 1.000 lesbar sind.
Die Stele steht seit 2001 auf der Liste der Denkmäler der Volksrepublik China (5-464).